# 安東尼夫卡 (瓦拉什區)
51°18′50″N 26°18′29″E / 51.31389°N 26.30806°E

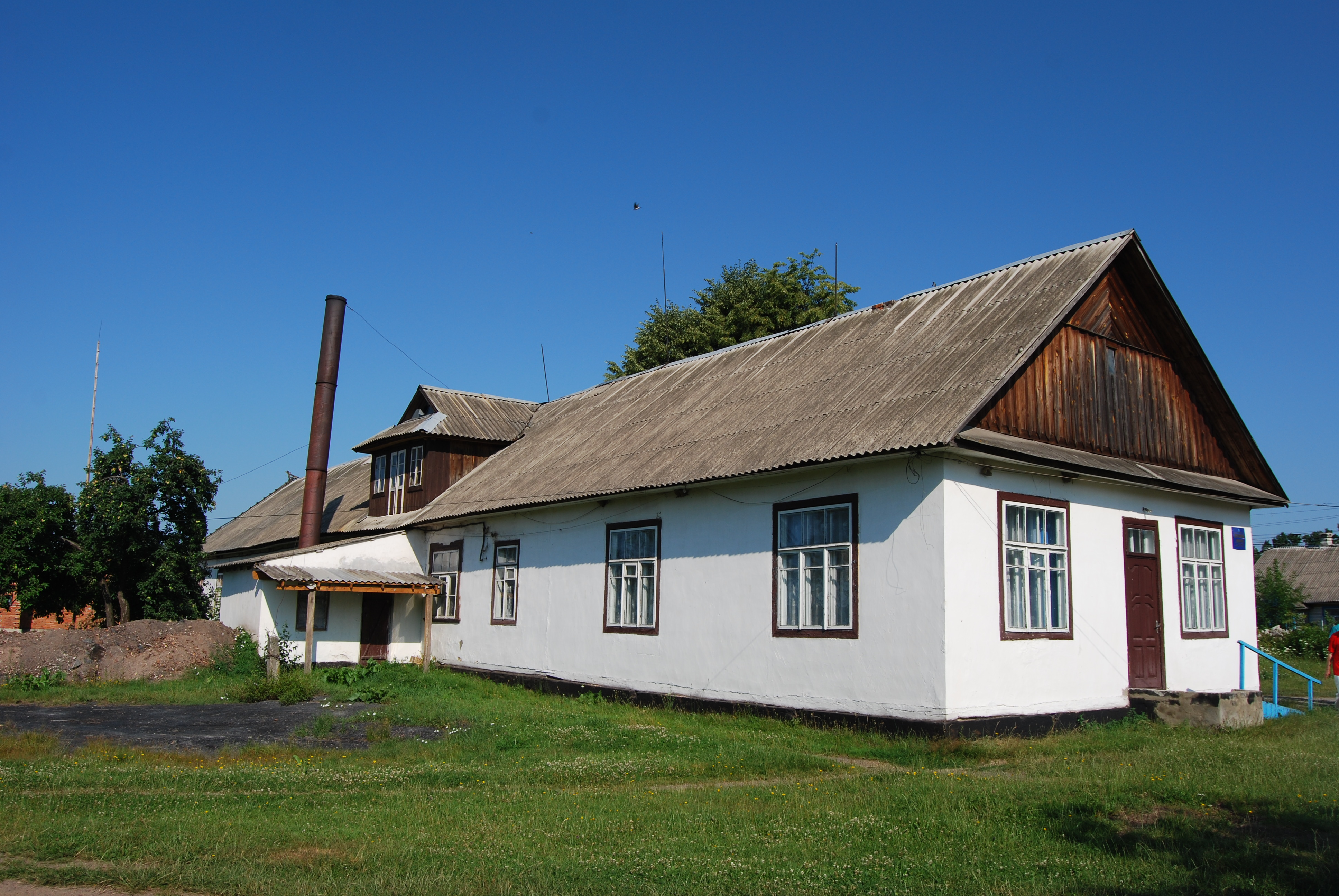
二战前的波兰学校，现为保健站

安东尼夫卡（烏克蘭語：Антонівка），是烏克蘭西北部羅夫諾州瓦拉什区安东尼夫卡市镇内的村落及其行政中心。面積15.7平方公里，海拔高度160米，2001年人口1,394，人口密度每平方公里88.9人。